# Pietro Carrera (architetto)
Pietro Carrera (1835 – Torino, 1887) è stato un architetto, ingegnere e imprenditore italiano.

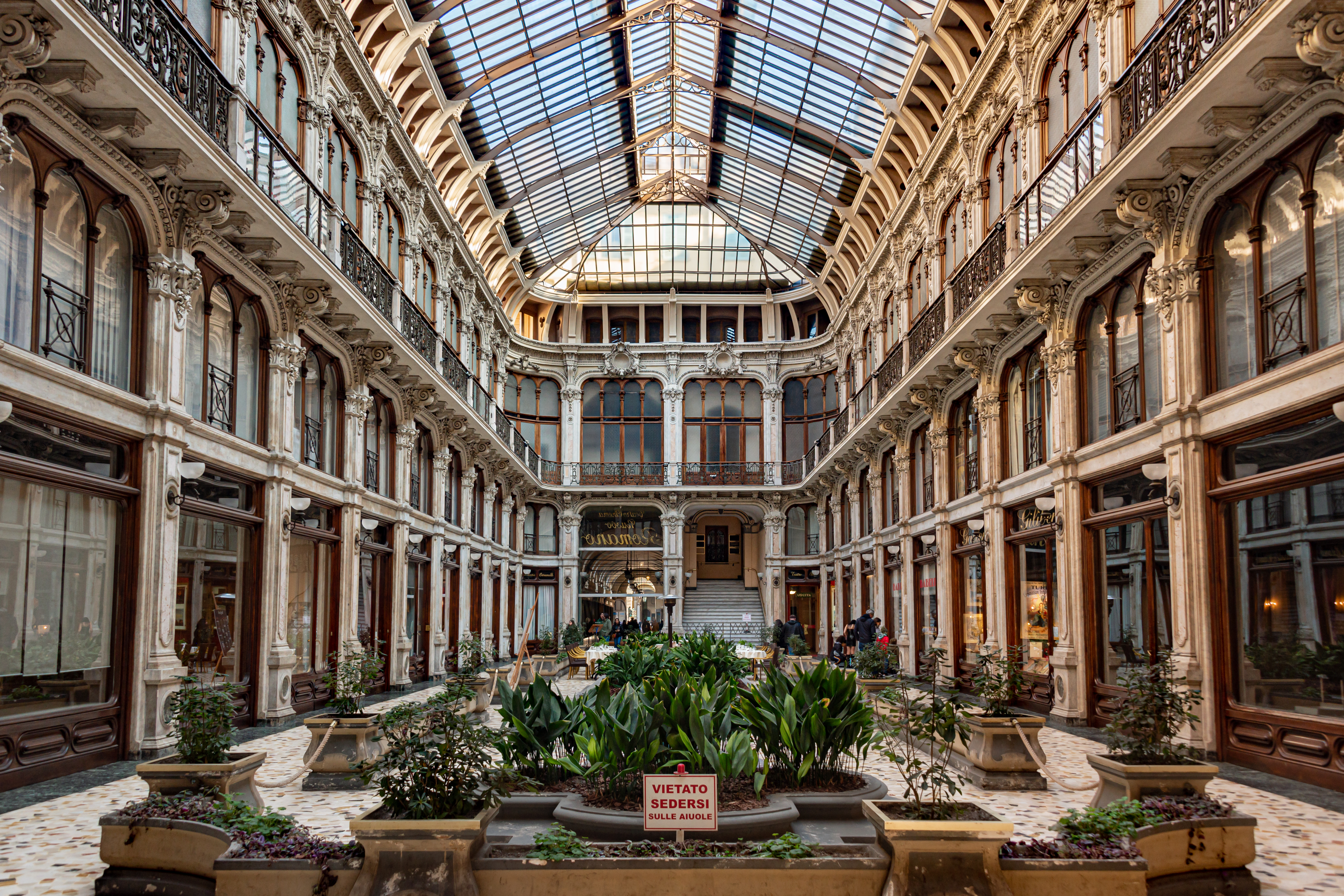
La Galleria Subalpina di Torino progettata da Pietro Carrera

Esperto di stile Eclettico, Neogotico e Liberty, le sue opere principali si trovano a Torino, dove si trasferì per gli studi, anche se molte di esse risultano distrutte o irrimediabilmente rimaneggiate .

## Biografia
Sposò Prospera Panizza, figlia del noto architetto e urbanista torinese Barnaba Panizza.

## Opere principali

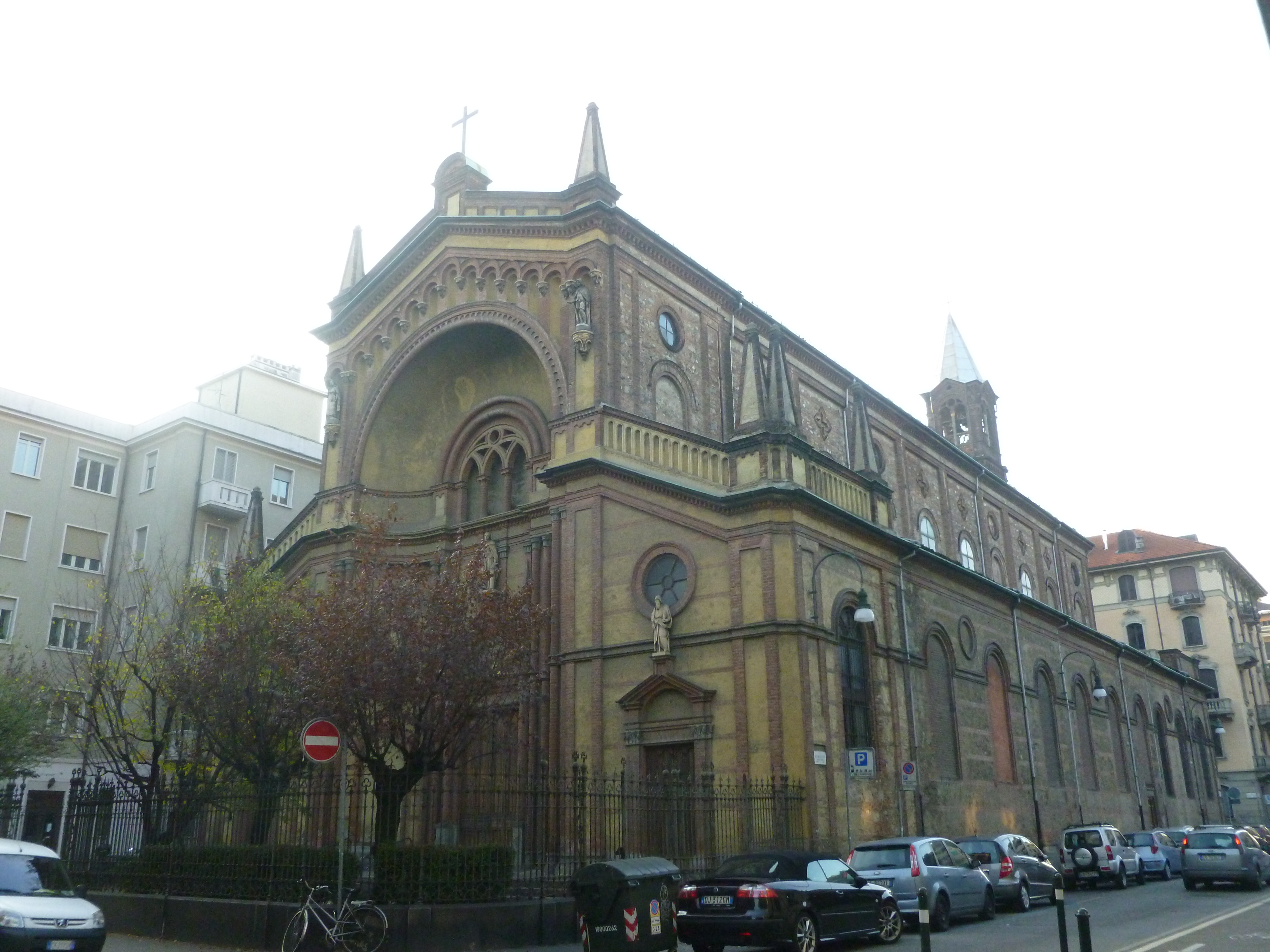
La chiesa di Santa Barbara a Torino progettata da Pietro Carrera

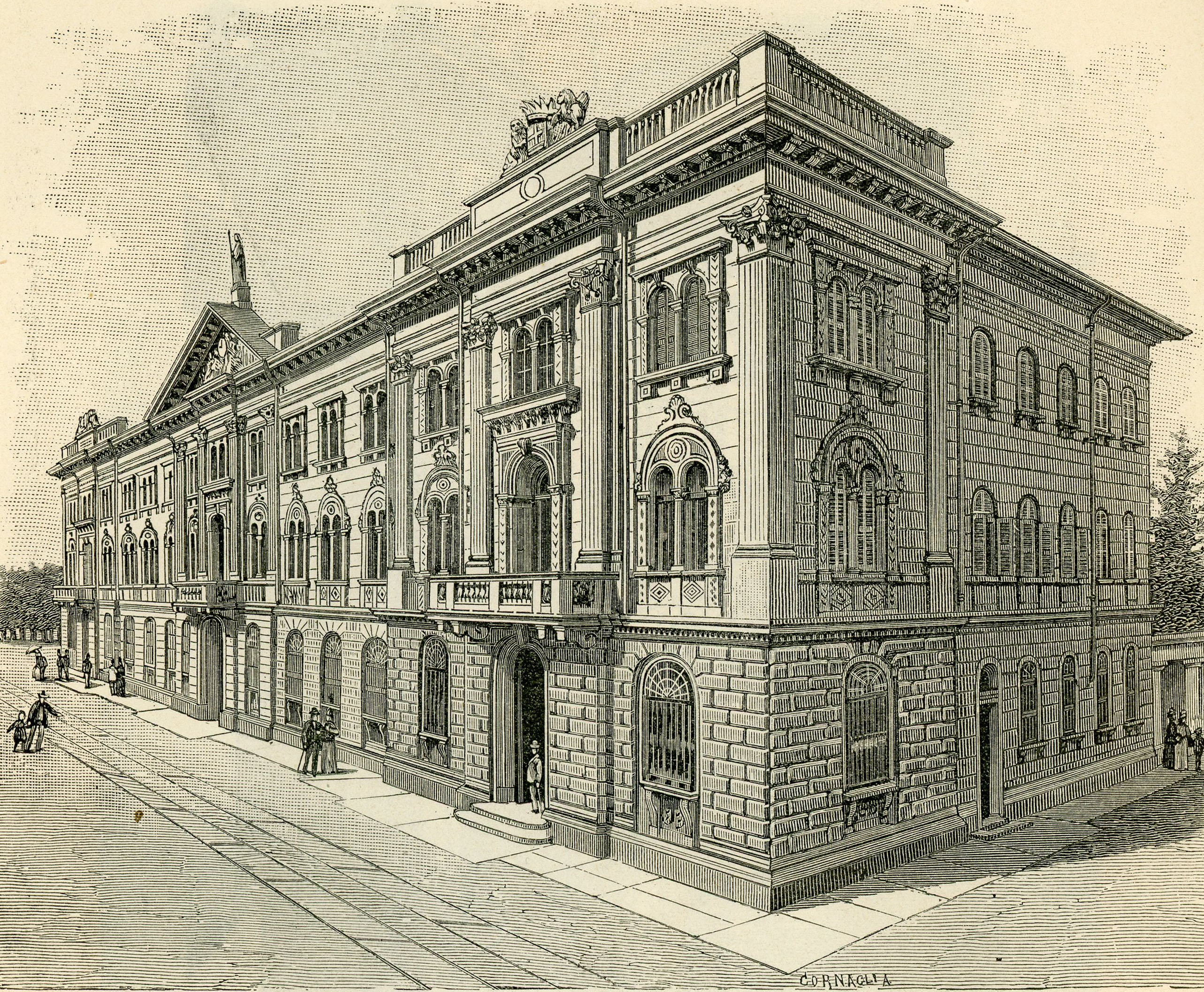
Il palazzo della Prefettura a Cuneo

Nel corso della sua carriera Pietro Carrera firmò il progetto di alcuni edifici iconici nel capoluogo subalpino.
Tra il 1867 e il 1869 Carrera si occupa della ricostruzione, a seguito della nuova urbanizzazione del centro storico, della Chiesa di Santa Barbara, in stile neogotico a tre navate, dove celebrò messa per oltre un ventennio San Leonardo Murialdo. La facciata è preceduta da un piccolo giardino delimitato da una cancellata in ferro battuto. Sul portone principale di accesso vi è una statua centrale dedicata a Santa Barbara e due laterali rappresentanti San Solutore e San Massimo .
Nel 1873 progetta i lavori della Galleria Subalpina, che tuttora collega via Cesare Battisti con Piazza Castello, i cui lavori furono avviati il 25 giugno dello stesso anno e la cui inaugurazione avvenne il 30 dicembre 1874. Deve il suo nome alla appena nata Banca dell'Industria Subalpina, che si assunse l'onere della costruzione . Il progetto di questo fastoso corridoio-sala, allora chiamato "Bazar", caratterizzato da un ampio e luminoso salone lungo cinquanta metri, largo quattordici e arricchito da un notevole apparato decorativo dello scultore torinese Edoardo Rubino, è improntato a caratteri eclettici cui l'architetto conferì particolare eleganza, usando materiali diversi quali ferro, vetro e mattoni per attuare forme ispirate al rinascimento e al barocco. Nella galleria si trova una lapide che recita: "PIETRO CARRERA INGEGNERE IDEO' E DIRESSE, AUSPICE IL MUNICIPIO, LA BANCA INDUSTRIALE SUBALPINA E CONSOCI ERESSERO, 1874" . Per la galleria Carrera realizzò anche il Salone Romano, un locale di intrattenimento, dove aprì nel 1905 il cinematografo Lumière che sarebbe diventato in seguito il Cinema Romano.
Tra il 1878 e il 1882 Carrera si occupa della costruzione del Palazzo della Prefettura di Cuneo, in stile rinascimento, a causa dell’inadeguatezza dell’ex palazzo del Governo a contenere tutti gli uffici della neonata Provincia, quelli della Prefettura e l’alloggio del Prefetto . 
Nel 1879 si occupa dell'ampliamento della Conceria Fiorio, su mandato dei fratelli Filippo e Giovenale Fiorio, ma lo stabile viene ampliato e rivisto in seguito dall'architetto Pietro Fenoglio. Sua è anche la casa di civile abitazione in via Nizza 105, costruita nello stesso anno.
Nel 1883 Carrera progetta il villino Muller in via Reggio, un edificio di civile abitazione, anche questo di gusto eclettico. Più volte rimaneggiato, non risponde più allo spirito iniziale del progetto . 
Nello stesso anno la municipalità torinese decide di mettere all'asta il Teatro Carignano, che viene acquistato da un gruppo composto da illustri personaggi torinesi, tra cui il suocero Barnaba Panizza, Giovanni Melano e l'ingegner Pietro Carrera che, insieme, progettano una nuova ristrutturazione, la messa a norma in ambito di sicurezza, la realizzazione del loggione e la dotazione di un primo impianto elettrico analogo a quello del Regio. Il teatro fu rivenduto alla città nel 1932 .
Sempre nel 1883 presenta un progetto per le case popolari del borgo Regio Parco: sono costituite da un lungo corpo di fabbrica, dal tetto ad alti spioventi abbelliti da avancorpi. La facciata si anima grazie agli inserti trasversali, ispirati dall'architettura romanico gotica che caratterizza le chiese dei luoghi circostanti.
Nel 1884 disegna, nel quartiere della Crocetta, un complesso residenziale compreso tra le vie Lamarmora, Montevecchio e Legnano  e una villa in corso Montevecchio .